# Județul Hotin (Gubernia Basarabia)

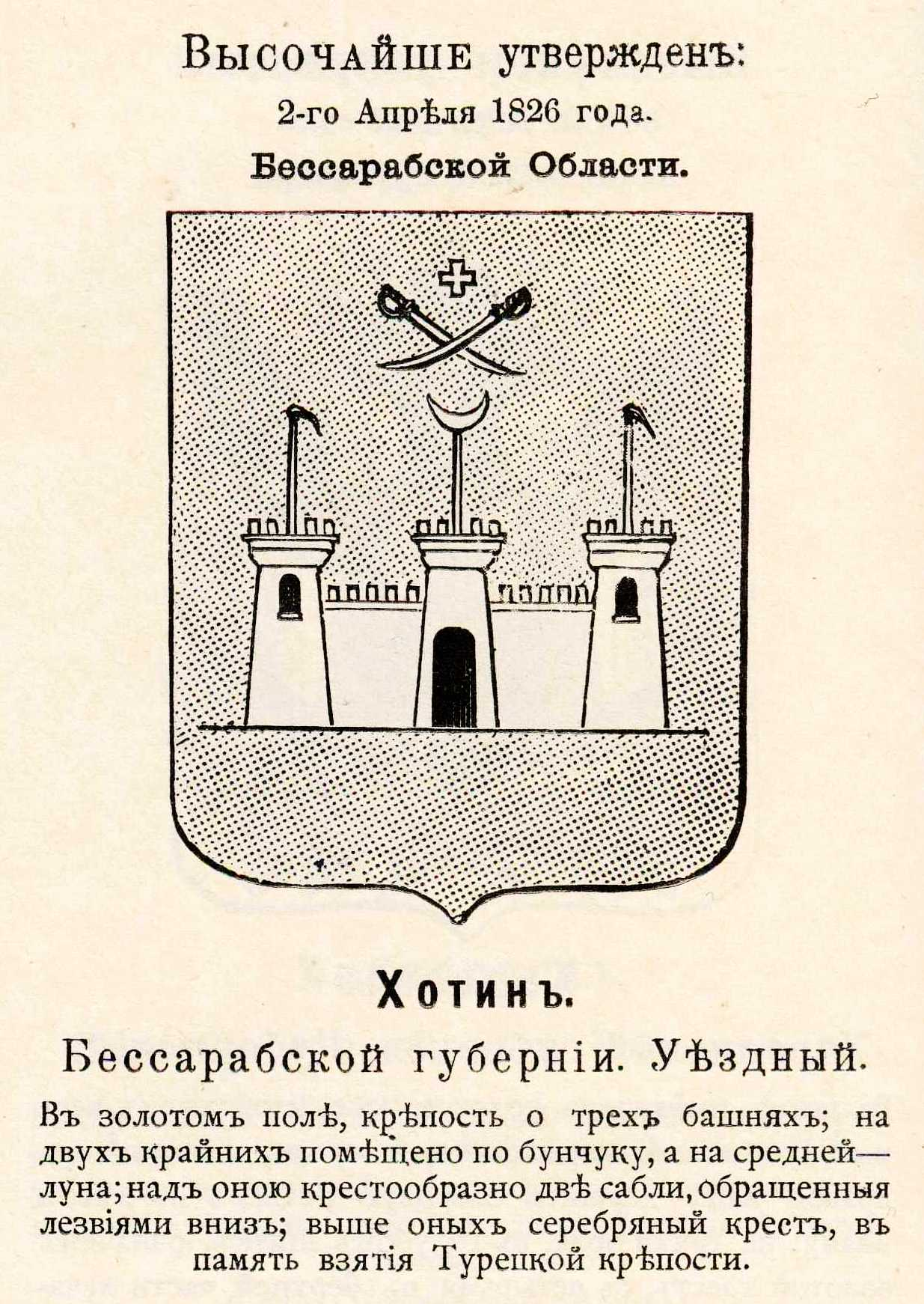
Stema județului la 1826

Județul Hotin (în rusă Хотинский уезд) a fost o unitate administrativ-teritorială (uezd) din gubernia Basarabia ca parte a Imperiului Rus, constituită în 1818. Centrul administrativ al județului a fost orașul Hotin. Populația județului era de 307.532 locuitori (în 1897). 

## Geografie
Județul Hotin ocupa o suprafață de 3.985 km² (3.502 verste). La nord se mărginea cu gubernia Podolia, la sud și sud-est cu județele Soroca și Bălți, la sud-vest cu Regatul României, iar în vest cu Austro-Ungaria (ducatul Bucovinei).
Teritoriul său se află inclus în prezent în raioanele Briceni, Edineț și Ocnița din nordul Republicii Moldova, precum și raioanele Chelmenți, Hotin, Noua Suliță și Secureni din regiunea Cernăuți a Ucrainei.

## Populație
La recensământul populației din 1897, populația județului Hotin era constituia 307.532 locuitori, din care:
| Grup etnic           | Populație | % Procentaj |
| -------------------- | --------- | ----------- |
| Maloruși (ucraineni) | 163.738   | 53,2%       |
| Moldoveni            | 73.303    | 23,8%       |
| Evrei                | 47.950    | 15,6%       |
| Velicoruși (ruși)    | 17.782    | 5,8%        |
| Polonezi             | 2.192     | 0,7%        |
| Belaruși             | 1.589     | 0,5%        |
| Germani              | 670       | 0,2%        |
| Țigani               | 108       |             |
| alții                | 203       |             |

## Diviziuni administrative
În perioada anilor 1886—1914 județul a fost împărțit în 12 voloste (ocoale):
1. Volostul Briceni (centru administrativ — Briceni; populație — 20.056 de locuitori[1])
2. Volostul Chelmenți (centru administrativ — Chelmenți; populație — 19.004 de locuitori[1])
3. Volostul Clișcăuți (centru administrativ — Clișcăuți; populație — 9.775 de locuitori[1])
4. Volostul Dăncăuți (centru administrativ — Dăncăuți; populație — 8.916 de locuitori[1])
5. Volostul Grozinți (centru administrativ — Grozinți; populație — 19.168 de locuitori[1])
6. Volostul Edineț (centru administrativ — Edineț; populație — 13.673 de locuitori[1])
7. Volostul Lipcani (centru administrativ — Lipcani; populație — 20.157 de locuitori[1])
8. Volostul Noua Suliță (centru administrativ — Noua Suliță; populație — 16.593 de locuitori[1])
9. Volostul Romancăuți (centru administrativ — Romancăuți; populație — 16.295 de locuitori[1])
10. Volostul Rucșin (centru administrativ — Rucșin; populație — 7.449 de locuitori [1])
11. Volostul Secureni (centru administrativ — Secureni; populație — 16.157 de locuitori[1])
12. Volostul Stălinești (centru administrativ — Stălinești; populație — 9.123 de locuitori[1])

## Articole conexe
- Ținutul Hotin
- Județul Hotin (interbelic)